# Arquidiócesis de San Salvador de Bahía
La arquidiócesis de San Salvador de Bahía (en latín: Archidioecesis Sancti Salvatoris in Brasilia y en portugués: Arquidiocese de São Salvador da Bahia) es una circunscripción eclesiástica de la Iglesia católica en Brasil. Se trata de una arquidiócesis latina, sede metropolitana de la provincia eclesiástica de San Salvador de Bahía. Desde el 4 de mayo de 2019 su arzobispo y primado de Brasil es el cardenal Sérgio da Rocha.

## Territorio y organización

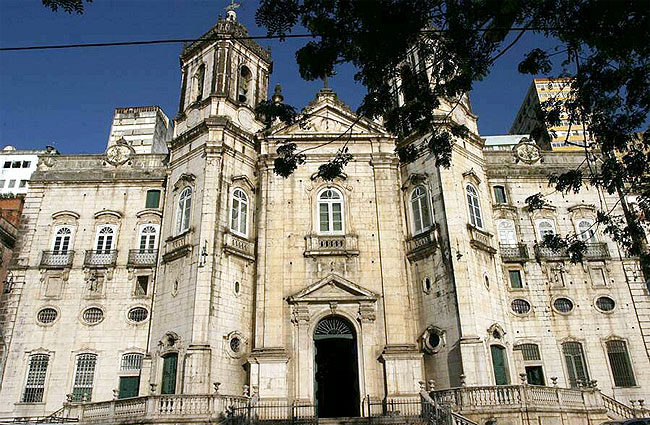
Basílica menor de Nossa Senhora da Conceição, Praia

La arquidiócesis tiene 1320 km² y extiende su jurisdicción sobre los fieles católicos de rito latino residentes en 5 municipios del estado de Bahía: Salvador, Itaparica, Lauro de Freitas, Salinas da Margarida y Vera Cruz.
La sede de la arquidiócesis se encuentra en la ciudad de Salvador, en donde se halla la Catedral basílica de la Transfiguración del Señor. Tres basílicas menores en Salvador pertenecen a la arquidiócesis: São Sebastião, Nosso Senhor do Bonfim y Nossa Senhora da Conceição de Praia.
En 2022 en la arquidiócesis existían 101 parroquias.
La arquidiócesis tiene como sufragáneas a las diócesis de: Alagoinhas, Amargosa, Camaçari, Cruz das Almas, Eunápolis, Ilhéus, Itabuna y Teixeira de Freitas-Caravelas.

## Historia
El 5 de marzo de 1534 el rey de Portugal creó la capitanía de la Bahía de Todos los Santos, en un territorio que desde el río San Francisco se extendía hacia el sur por 50 leguas de costa y hacia el interior por tantas leguas se pudieran establecer. En 1536 la capitanía hereditaria (un sistema de colonización de concesión privada que dividió Brasil en 15 capitanías) se hizo efectiva. En 1548 la Corona Portuguesa adquirió la capitanía de la Bahía de Todos los Santos y el 7 de enero de 1549 nombró un capitán mayor para unificar el gobierno de la colonia de Brasil, quien el 29 de marzo de 1549 fundó la ciudad de San Salvador de Bahía como capital. 
La diócesis de Bahía San Salvador fue erigida el 25 de febrero de 1551 mediante la bula Super specula del papa Julio III separando territorio de la arquidiócesis de Funchal (hoy diócesis de Funchal). Fue la primera diócesis brasileña. La bula asignó a la nueva diócesis como sufragánea de la arquidiócesis de Lisboa (mencionada como Ulixbonensis, hoy patriarcado de Lisboa).

Decoramos el pueblo con el nombre y dignidad de ciudad y la Iglesia de São Salvador con el de Catedral, y sus moradores y habitantes con el de ciudadanos, concedimos y designamos a dicha Iglesia así erigida, el pueblo de São Salvador como ciudad; los términos y territorios, las fortalezas, villas y lugares de cincuenta leguas de longitud a lo largo del mar y veinte de latitud cerca del asentamiento como diócesis; el pueblo eclesiástico como clero y el pueblo secular como pueblo entre los habitantes de la ciudad, términos, territorio, fortalezas, aldeas y lugares hablados; y la ciudad, diócesis, clero y pueblo perpetuamente sujetos al citado obispo de São Salvador en lo que respecta a la jurisdicción ordinaria y episcopal y al arzobispo de Lisboa en lo que respecta a la autoridad metropolitana.
Extracto traducido de la bula Super specula mencionando la jurisdicción de la diócesis

El territorio asignado a la diócesis fue de las 50 leguas de costa correspondientes a la capitanía de la Bahía de Todos los Santos, precisando una anchura de 20 leguas, pero la bula aclara: siguiendo el consejo de dicho Juan el rey, erigir e instituir; y en la mencionada ciudad y diócesis, y hasta que se hayan construido allí las Iglesias catedrales en toda esa región y en las tierras e islas adyacentes, conferir y sembrar el pábulo espiritual..., previamente habiendo mencionado región del Brasil, por lo que el territorio asignado se ampliaba provisoriamente a todo Brasil hasta la erección de nuevas diócesis.
El 19 de julio de 1575 cedió una parte de su territorio para la erección de la prelatura territorial de Río de Janeiro (hoy arquidiócesis de San Sebastián de Río de Janeiro) mediante la bula In supereminenti militantis Ecclesiae del papa Gregorio XIII.
De 1611 a 1624 la diócesis sufrió transferencias territoriales temporales: el 12 de agosto de 1611 el papa Paulo V con el breve In supereminenti militantis había erigido el vicariato o administración espiritual de Pernambuco y había concedido al rey Felipe II de Portugal y a sus sucesores en el trono portugués para nombrar, sin necesidad del consentimiento de la Santa Sede, un presbítero, siempre que sea licenciado en teología o derecho canónico, para el oficio de vicario o administrador espiritual con jurisdicción cuasi-episcopal, quitando la Capitanía de Pernambuco de la jurisdicción ordinaria del obispo de San Salvador de Bahía. El 5 de julio de 1614, con otro breve llamado también In supereminenti militantis, del propio papa Paulo V, el mismo vicario había otorgado jurisdicción sobre las capitanías de Paraíba, Itamaracá, Río Grande y Maranhão, también sustraídas a la jurisdicción del obispo de San Salvador de Bahía. Sin embargo, el 6 de julio de 1624 el papa Urbano VIII con el breve Romanus Pontifex revocó los breves de Paulo V y restableció la jurisdicción del obispo de San Salvador de Bahía sobre las cuatro provincias que se habían erigido en vicariato.
El 16 de noviembre de 1676 la diócesis cedió otra porción de territorio para la erección de la diócesis de Olinda (hoy arquidiócesis de Olinda y Recife) y al mismo tiempo fue elevada a arquidiócesis metropolitana con la bula Inter pastoralis del papa Inocencio XI. Con la misma bula se concedió a los arzobispos de San Salvador de Bahía el título de primado de Brasil. Desde esta fecha hasta el 13 de enero de 1844, los arzobispos de San Salvador de Bahía ejercieron su jurisdicción metropolitana sobre las diócesis africanas de Santo Tomé y Príncipe y Congo en Angola (hoy arquidiócesis de Luanda).
En 1707 el arzobispo Sebastião Monteiro da Vida convocó el primer sínodo de la Iglesia de Bahía, cuyas Constituições Primeiras do Arcebispado da Bahia representan uno de los documentos religiosos más importantes del período colonial brasileño. El mismo arzobispo inició la construcción del palacio del arzobispo.
La arquidiócesis, la primera y más grande de Brasil, ha cedido porciones de territorio en varias ocasiones para la erección de nuevas diócesis. Así cedió el territorio de la diócesis de Diamantina (hoy arquidiócesis de Diamantina) el 6 de junio de 1854 con la bula Gravissimum sollicitudinis del papa Pío IX.
En 1892, todo el territorio del Brasil constituía una única provincia eclesiástica, con la arquidiócesis de San Salvador de Bahía y doce diócesis sufragáneas, el papa León XIII, mediante la carta apostólica, en forma de bula, Ad universas, del 27 de abril de 1892, disgrego del territorio de esa provincia, la parte sur elevando la diócesis de San Sebastián de Río de Janeiro a la categoría de arquidiócesis, erigiendo cuatro nuevas diócesis: dos en la provincia de Bahía y otras dos en la de Río de Janeiro.
Posteriormente, la arquidiócesis de Bahía ha cedido territorios para la erección de nueva diócesis:
- la diócesis de Aracaju (hoy arquidiócesis de Aracaju) el 3 de enero de 1910 con la bula Divina disponente clementia del papa Pío X;
- la diócesis de Barra el 20 de octubre de 1913;
- la diócesis de Caetité el 20 de octubre de 1913 con la bula Maius animarum bonum del papa Pío X;
- la diócesis de Ilhéus el 20 de octubre de 1913 con la bula Maius animarum bonum del papa Pío X;
- la diócesis de Bonfim el 6 de abril de 1933 con la bula Ad aptius christifidelium del papa Pío XI;[11]
- la diócesis de Amargosa el 10 de mayo de 1941 con la bula Apostolicum munus del papa Pío XII;
- la diócesis de Ruy Barbosa el 14 de noviembre de 1959 con la bula Mater Ecclesia del papa Juan XXIII;[12]
- la diócesis de Feira de Santana (ahora arquidiócesis de Feira de Santana) el 21 de julio de 1962 con la bula Novae Ecclesiae del papa Juan XXIII
- la diócesis de Alagoinhas el 28 de octubre de 1974 con la bula Qui Summi del papa Pablo VI;[13]
- la diócesis de Camaçari el 15 de diciembre de 2010 con la bula Ad spirituale bonum del papa Benedicto XVI[14]
- la diócesis de Cruz das Almas el 22 de noviembre de 2017 con la bula Ut crescat del Francisco.

## Estadísticas
Según el Anuario Pontificio 2023 la arquidiócesis tenía a fines de 2022 un total de 1 491 000 fieles bautizados.
| Año                                                                             | Población            | Población | Población      | Sacerdotes | Sacerdotes    | Sacerdotes    | Bautizados por sacerdote | Diáconos permanentes | Religiosos | Religiosos | Parroquias |
| Año                                                                             | Bautizados católicos | Total     | % de católicos | Total      | Clero secular | Clero regular | Bautizados por sacerdote | Diáconos permanentes | Varones    | Mujeres    | Parroquias |
| ------------------------------------------------------------------------------- | -------------------- | --------- | -------------- | ---------- | ------------- | ------------- | ------------------------ | -------------------- | ---------- | ---------- | ---------- |
| 1950                                                                            | 1 134 458            | 1 370 927 | 82.8           | 250        | 90            | 160           | 4537                     |                      | 170        | 540        | 103        |
| 1966                                                                            | 1 710 230            | 1 829 000 | 93.5           | 208        | 75            | 133           | 8222                     |                      | 222        | 652        | 84         |
| 1970                                                                            | 1 175 000            | 1 850 000 | 63.5           | 211        | 84            | 127           | 5568                     | 2                    | 198        | 660        | 82         |
| 1976                                                                            | 1 612 983            | 1 702 983 | 94.7           | 191        | 84            | 107           | 8444                     | 10                   | 211        | 655        | 74         |
| 1980                                                                            | 2 000                | 2 100 000 | 95.2           | 199        | 97            | 102           | 10 050                   | 14                   | 162        | 625        | 77         |
| 1990                                                                            | 2 680 000            | 3 180 000 | 84.3           | 219        | 111           | 108           | 12 237                   | 30                   | 168        | 676        | 98         |
| 1999                                                                            | 2 700 500            | 3 180 500 | 84.9           | 239        | 117           | 122           | 11 299                   | 30                   | 200        | 696        | 107        |
| 2000                                                                            | 2 174 778            | 3 185 594 | 68.3           | 240        | 117           | 123           | 9061                     | 32                   | 188        | 650        | 108        |
| 2001                                                                            | 2 661 998            | 3 327 498 | 80.0           | 243        | 129           | 114           | 10 954                   | 44                   | 249        | 673        | 110        |
| 2002                                                                            | 2 487 558            | 3 370 675 | 73.8           | 261        | 129           | 132           | 9530                     | 46                   | 251        | 741        | 109        |
| 2003                                                                            | 2 292 694            | 3 373 098 | 68.0           | 255        | 137           | 118           | 8990                     | 48                   | 209        | 751        | 109        |
| 2004                                                                            | 2 495 439            | 3 544 658 | 70.4           | 263        | 142           | 121           | 9488                     | 49                   | 222        | 775        | 109        |
| 2010                                                                            | 2 284 477            | 3 210 878 | 71.1           | 283        | 144           | 139           | 8072                     | 93                   | 273        | 797        | 105        |
| 2014                                                                            | 2 774 000            | 3 284 000 | 84.5           | 278        | 161           | 117           | 9978                     | 81                   | 230        | 762        | 110        |
| 2017                                                                            | 1 503 089            | 3 214 224 | 46.8           | 228        | 125           | 103           | 6592                     | 88                   | 22         | 647        | 100        |
| 2020                                                                            | 1 474 100            | 3 151 905 | 46.8           | 265        | 153           | 112           | 5562                     | 108                  | 190        | 638        | 101        |
| 2022                                                                            | 1 491 000            | 3 187 660 | 46.8           | 259        | 148           | 111           | 5756                     | 102                  | 196        | 569        | 101        |
| Fuente: Catholic-Hierarchy, que a su vez toma los datos del Anuario Pontificio. |                      |           |                |            |               |               |                          |                      |            |            |            |

## Episcopologio
- Pedro Fernandes Sardinha † (25 de febrero de 1551-16 de julio de 1556 falleció)
- Pedro Leitão † (23 de marzo de 1558-octubre de 1573 falleció)
- Antônio Barreiros, O.Cist. † (20 de julio de 1575-11 de mayo de 1600 falleció)
  - Sede vacante (1600-1602)
- Constantino Barradas † (23 de septiembre de 1602-de junio de 1618 renunció)
  - Sede vacante (1618-1621)
- Marcos Teixeira de Mendonça † (25 de octubre de 1621-8 de octubre de 1624 falleció)
  - Sede vacante (1624-1627)
- Miguel Pereira † (29 de noviembre de 1627-16 de agosto de 1630 falleció)
  - Sede vacante (1630-1632)
- Pedro da Silva Sampaio † (6 de septiembre de 1632-15 de abril de 1649 falleció)
  - Sede vacante (1649-1669)
- Estevão dos Santos Carneiro de Moraes, C.R.S.J.E. † (17 de junio de 1669-6 de junio de 1672 falleció)
  - Sede vacante (1672-1676)
- Gaspar Barata de Mendonça † (16 de noviembre de 1676-antes del 27 de enero de 1682 renunció)
- João da Madre de Deus Araújo, O.F.M. † (4 de mayo de 1682-13 de junio de 1686 falleció)
- Manoel da Ressurreição, O.F.M. † (12 de mayo de 1687-16 de enero de 1691 falleció)
- João Franco de Oliveira † (9 de enero de 1692-18 de abril de 1701 nombrado arzobispo a título personal de Miranda)
- Sebastião Monteiro da Vida, S.I. † (8 de agosto de 1701-7 de septiembre de 1722 falleció)
  - Sede vacante (1722-1725)
- Luis Álvares de Figueiredo † (21 de febrero de 1725-19 de agosto de 1735 falleció)
  - Sede vacante (1735-1738)
- José Fialho, O.Cist. † (3 de septiembre de 1738-2 de enero de 1741 nombrado arzobispo a título personal de Guarda)
- José Botelho de Matos † (2 de enero de 1741-7 de enero de 1760 retirado)
  - Sede vacante (1760-1770)
- Manoel de Santa Inês Ferreira, O.C.D. † (6 de agosto de 1770-23 de junio de 1771 falleció)
- Joaquim Borges de Figueroa † (8 de marzo de 1773-13 de julio de 1778 renunció)
- Antônio de São José Moura Marinho, O.S.A. † (20 de julio de 1778-9 de agosto de 1779 falleció)[nota 3]
- Antônio Corrêa, O.S.A. † (13 de diciembre de 1779-12 de julio de 1802 falleció)
- José de Santa Escolástica Álvares Pereira, O.S.B. † (26 de marzo de 1804-3 de enero de 1814 falleció)
- Francisco de São Dâmaso de Abreu Vieira, O.F.M. † (15 de marzo de 1815-18 de noviembre de 1816 falleció)
  - Sede vacante (1816-1820)
- Vicente da Soledade Dias de Castro, O.S.B. † (28 de agosto de 1820-31 de marzo de 1823 falleció)
  - Sede vacante (1823-1827)
- Romualdo Antônio de Seixas Barroso † (21 de mayo de 1827-29 de diciembre de 1860 falleció)
- Manoel Joaquim da Silveira † (18 de marzo de 1861-23 de junio de 1874 falleció)
- Joaquim Gonçalves de Azevedo † (18 de diciembre de 1876-6 de noviembre de 1879 falleció)
- Luis Antônio dos Santos † (13 de mayo de 1881-17 de mayo de 1890 renunció[nota 4])
- Antônio de Macedo Costa † (26 de junio de 1890-20 de marzo de 1891 falleció)
  - Sede vacante (1891-1893)
- Jerônimo Tomé da Silva † (12 de septiembre de 1893-19 de febrero de 1924 falleció)
- Augusto Álvaro da Silva † (18 de diciembre de 1924-14 de agosto de 1968 falleció)
- Eugênio de Araújo Sales † (29 de octubre de 1968-13 de marzo de 1971 nombrado arzobispo de Río de Janeiro)
- Avelar Brandão Vilela † (25 de marzo de 1971-19 de diciembre de 1986 falleció)
- Lucas Moreira Neves, O.P. † (9 de julio de 1987-25 de junio de 1998 nombrado prefecto de la Congregación para los Obispos)
- Geraldo Majella Agnelo † (13 de enero de 1999-12 de enero de 2011 retirado)
- Murilo Sebastião Ramos Krieger, S.C.I. (12 de enero de 2011-11 de marzo de 2020 retirado)
- Sérgio da Rocha, desde el 11 de marzo de 2020